# 聖體披肩

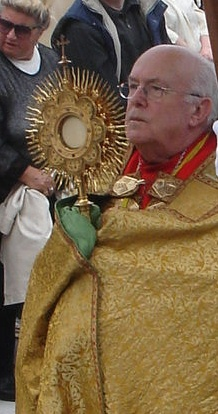
樞機 Godfried Danneels 在游行时身穿聖體披肩，手拿着圣体光

聖體披肩（英語：Humeral veil）是羅馬儀式的禮儀外衣之一，也用於一些英國國教和路德教會。它由一塊約2.75米長，90厘米寬的布料覆蓋在肩部和正面，通常是絲綢或金布。在兩端有時會有一些口袋放在手背上，以便佩戴者可以拿著物品而不用手接觸它們。 
聖體披肩首次出現的時間尚不清楚，儘管它在脫利騰彌撒和其他改革前的儀式中確實有用，包括塞勒姆儀式(Sarum Rite)。 
聖體披肩是當天使用的禮儀用色，或者是白色或金色的布料。
聖體披肩最常出現在聖體聖事的博覽會和祝福儀式中。當祭司或執事以聖徒的身份祝福信徒時，他們用披肩的兩端遮住他們的手，這樣他們的手就不會觸及聖體作為尊重神聖器皿的標誌，以表示對禮儀器皿的尊重，特別是因為它們都是用來放耶穌聖體或聖血的。而在聖體降福時，這披巾也表示耶穌對聖體降福，而不是神父或執事在降福。
在天主教會的主的晚餐彌撒中也可以看到聖體披肩。當含有祝聖後的聖禮的Ciborium（存放小麵餅所用的聖器）被帶到重新定位的地方，並且在耶穌受難日期間會被帶回祭壇時使用它。安魂彌撒的儀式不需要使用聖體披肩。 而多米尼加式儀式例外，因为它具有許多獨特的禮儀習俗。
在傳統特利騰彌撒中，五品執事在攜帶聖盤或其他只允許聖職人員接觸的聖器時使用聖體披肩。
折疊聖體披肩有幾種方法。一是使每個側面像手風琴一樣單獨折疊（折疊位於中心頂部或聖體披肩中心下方）。同样，它可以折疊兩側，成手風琴式（之後）抵消一方。
聖體披肩不應與另一種披肩vimpa相混淆。vimpa原意是意爲頭巾，來自日耳曼語，其具有相似但較窄的設計。當主教慶祝彌撒時，有時會使用vimpa。在羅馬儀式中，如果主教使用斜角和尖刺，分配給持有這些物品的任務的祭壇服務器在拿著它們時用vimpa覆蓋他們的手，象徵著物品不屬於他們。 vimpa可以是白天的顏色，或者是白色或綠色的簡單材料。
在帝國羅馬宮廷禮儀儀式上，接近皇帝的服務員使用了類似的面紗，或類似的面紗，大概是在他遞給他們的東西的情況下。 在藝術中，與基督相鄰的天使經常在古典時代晚期和中世紀早期藝術中使用這樣的布料。